# Самоубица (ТВ филм из 1985.)
„Самоубица ” је југословенски ТВ филм из 1985 године. Режирао га је Ванча Кљаковић који је написао и сценарио.

## Улоге
| Глумац        | Улога |
| ------------- | ----- |
| Реља Башић    |       |
| Божидар Бобан |       |
| Ана Карић     |       |
| Зоја Одак     |       |